# Wieża maksymiliańska

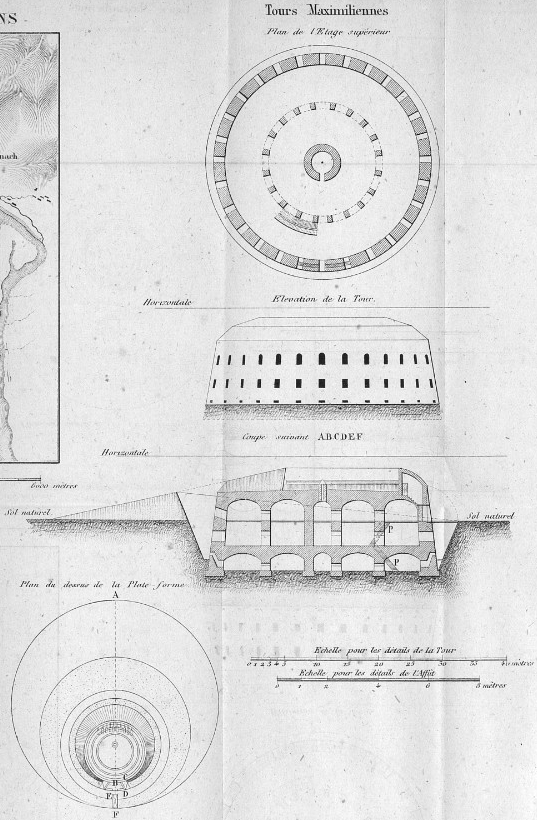
Przekrój i pokrój wieży maksymiliańskiej; widoczny niesymetryczny wał artyleryjski na dachu

Wieża maksymiliańska, także baszta z Linz – typ dziewiętnastowiecznej obronnej wieży wyposażonej w działobitnie, funkcjonującej jako samodzielne dzieło fortyfikacyjne, zdolne do obrony okrężnej. Pierścień takich wież był szkieletem systemu obronnego twierdzy Linz.
Wieże maksymiliańskie są rozwinięciem idei wieży Montalemberta przez austriacką szkołę fortyfikacyjną. Wykorzystywano je jako samodzielne forty, w obrębie twierdzy fortowej. Ich pomysłodawcą był arcyksiążę Maksymilian Habsburg-Este, który wykorzystał je do stworzenia obwodu wokół Linzu, wznosząc tam 32 takie wieże, w promieniu ok. 2,5 km od centrum miasta. Miały postać okrągłej lub wielokątnej wieży o kilku (na ogół 2–3) kondygnacjach, na której szczycie znajdowały się stanowiska artylerii dalekiego zasięgu, a na niższych – działa do obrony bliskiej. Wieże z Linzu miały na ogół 10 ciężkich dział na górnej platformie i 4 haubice do obrony własnej. Miały średnicę 34 m, wysokość ok. 10 m, z murami dochodzącymi do 2 m grubości. Najniższą kondygnację zajmowały magazyny. Forty posiadały wewnętrzny dziedziniec, były dodatkowo osłonięte fosami i wałami, dostęp do nich był możliwy przez most zwodzony. W murach znajdowały się także strzelnice dla broni ręcznej i machikuły do obrony bezpośredniej.
Szkoła austriacka rozmieszczała takie wieże tak, by wspierały się wzajemnie ogniem flankującym; w Linzu znajdowały się nie dalej niż 650 m od siebie. Miały możliwość obrony okrężnej, ale zasadniczo przystosowane były do półokrężnej: mury zwrócone do wewnątrz twierdzy były słabsze i cieńsze. W krakowskim forcie 31 „Św. Benedykt” stanowiska na górnym tarasie dla dział dalekosiężnych umieszczone były tylko na odcinku skierowanym na zewnątrz obrysu twierdzy. Mimo niepowodzenia eksperymentu przeprowadzonego przez samego arcyksięcia Maksymiliana, w którym podczas próbnego oblężenia artyleria dość łatwo zniszczyła atakowaną wieżę, Austriacy wznosili je w wielu swoich fortecach: w Krakowie, Lwowie, Poli, Raguzie, Weronie czy Wenecji. Wieże używane jako baterie brzegowe miały z reguły dwa poziomy artyleryjskie.
Według Kurta Mörza de Pauli, lata 1820–1840 to „okres wież” w austriackiej szkole fortyfikacyjnej. Dalszym rozwinięciem tego typu wieży artyleryjskiej była redita, stanowiąca centrum fortów reditowych, wznoszonych przez Austriaków w latach 1840–1850 („okres reditowy”).

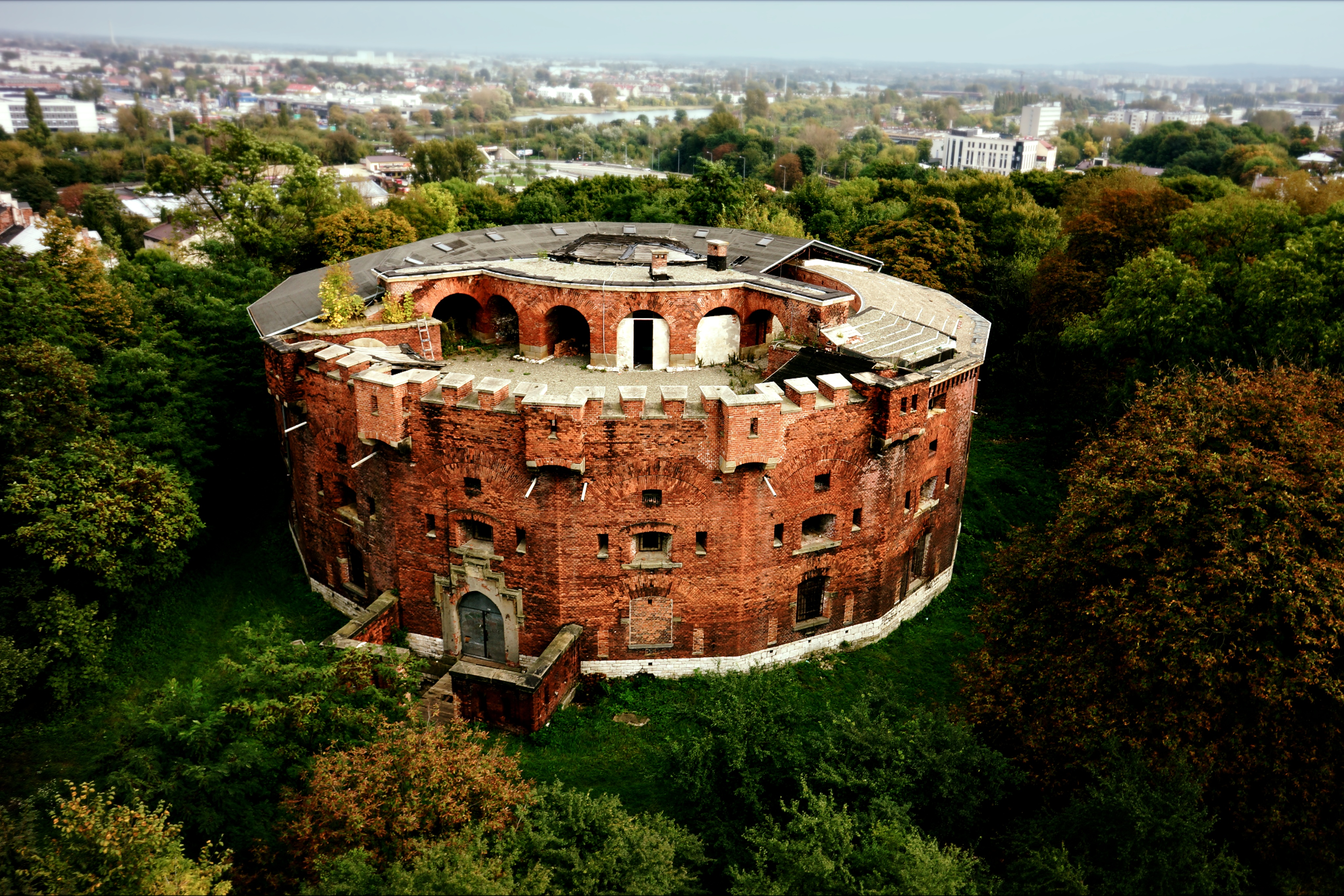
Wielokątny Fort św. Benedykt z wewnętrznym dziedzińcem
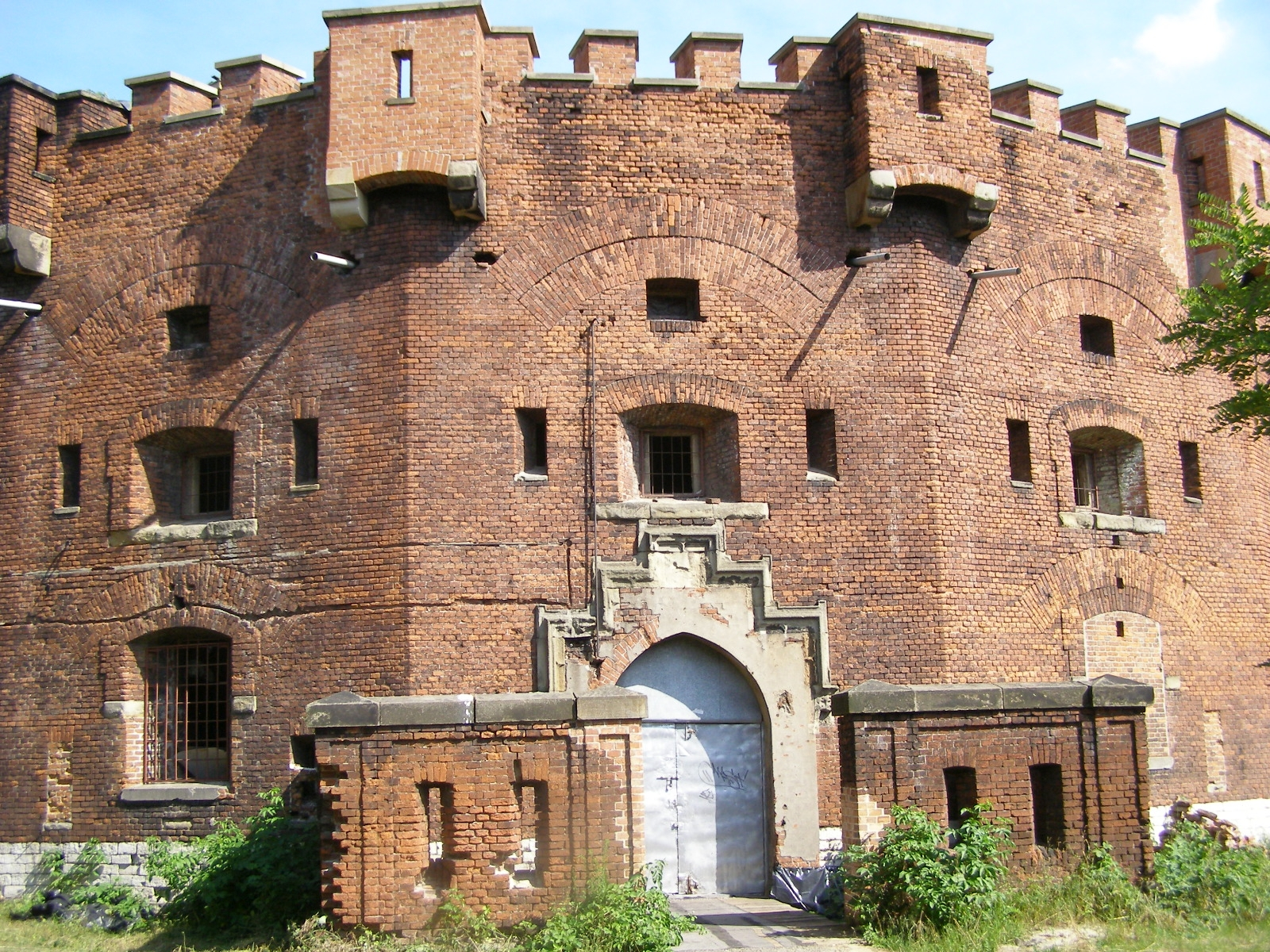
Fort św. Benedykt ze strzelnicami artylerii, broni ręcznej i machikułami do obrony bliskiej
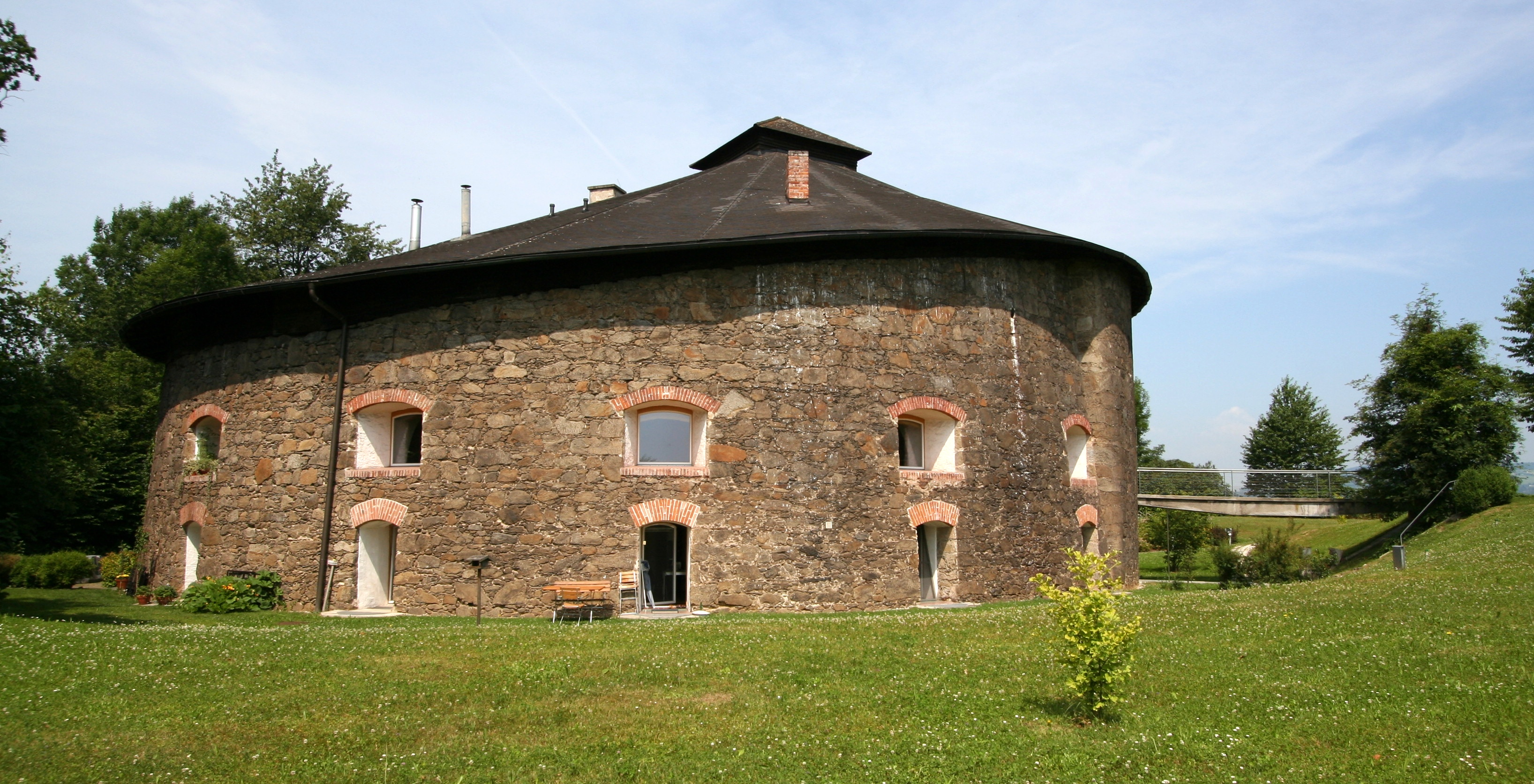
„Baszta z Linzu ” z miasta Linz
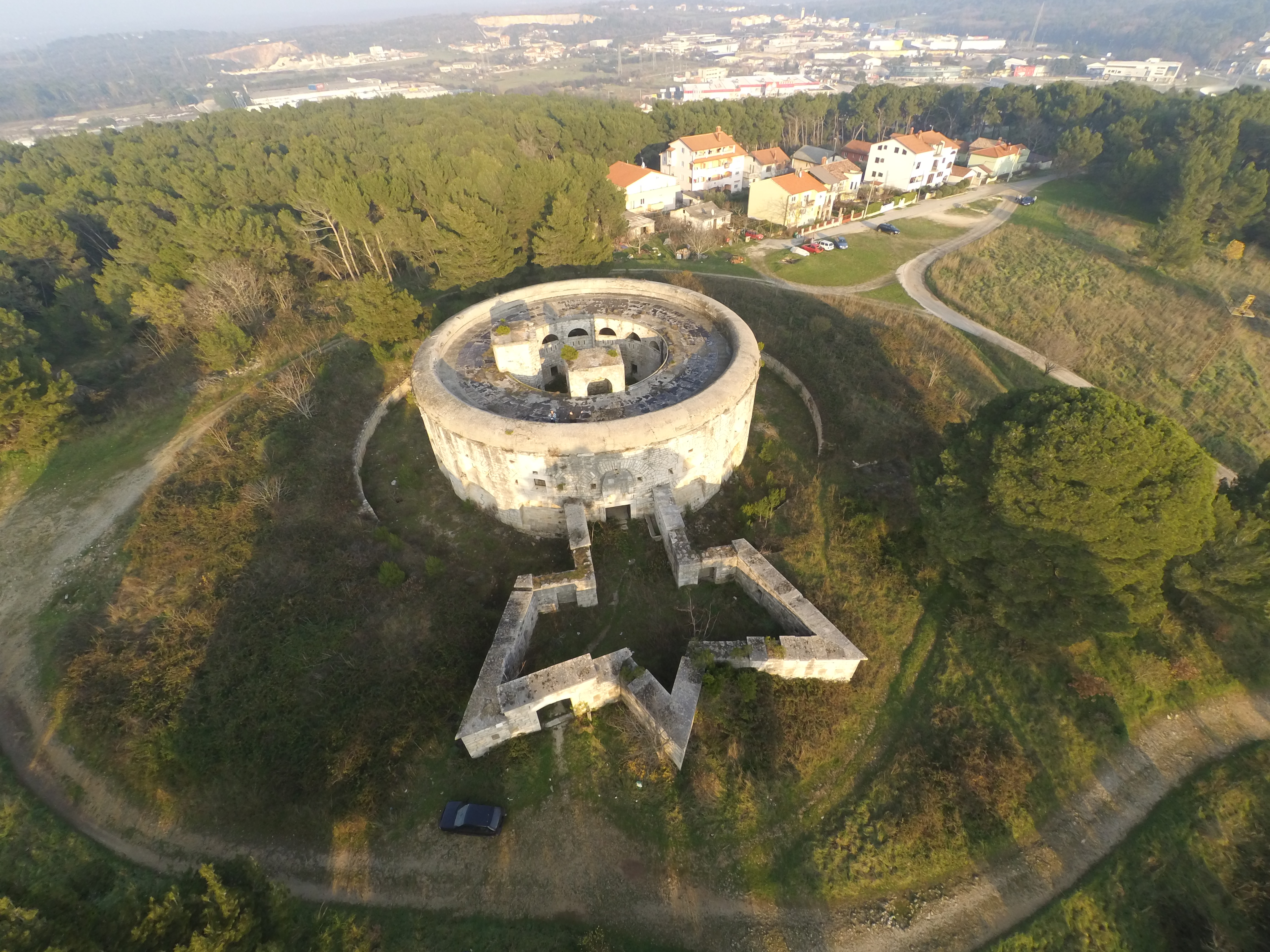
Fort San Giorgio z Puli, z wejściem osłoniętym dziełem koronowym